# Charles MacArthur
Charles Gordon MacArthur (Scranton, 5 novembre 1895 – New York, 21 aprile 1956) è stato un drammaturgo, regista e sceneggiatore statunitense.

## Biografia
Charles Gordon MacArthur, figlio di William Telfer MacArthur e di Georgiana Welsted MacArthur, nacque a Scranton, in Pennsylvania, il 5 novembre 1895.
Da bambino si avvicinò con passione alla lettura e desiderava diventare da grande uno scrittore.
Terminati gli studi liceali e la Wilson Memorial Academy a Nyack (New York), si trasferì a Chicago dove iniziò a collaborare come giornalista con il Chicago Tribune e il Chicago Daily News.
Quando scoppiò la prima guerra mondiale, MacArthur si unì all'artiglieria da campo dell'esercito, parte della Divisione Arcobaleno. Durante la sua permanenza in Francia, lui e il suo compagno di batteria abbatterono un aereo tedesco con una mitragliatrice.
Nel primo dopoguerra, nel 1919 scrisse il suo unico libro, A Bug's Eye View of the War (nel 1929 ripubblicato come War Bugs) sulle avventure e le disavventure belliche, inoltre ricominciò la collaborazione giornalistica, nel 1921, con l'American di New York e con l'Hearst's international magazine.
Negli stessi anni esordì nella letteratura con due racconti, Hang It All (1921) e Rope (1923), pubblicati sulla Smart Set.
Quando MacArthur si trasferì a New York diventò membro della "Algonquin Round Table" (Tavola rotonda di Algonquin), assieme a Robert E. Sherwood, Dorothy Parker, Robert Benchley, Alexander Woollcott, Harold Ross, Donald Ogden Stewart, Edna Ferber, Marc Connelly, George S. Kaufman, Alice D.G. Miller, Lynn Fontanne, Alfred Lunt e Ina Claire.

John Keats, l'autore di You Might as Well Live: The Life and Times di Dorothy Parker (1971) ha sottolineato: 
(John Keats, You Might as Well Live: The Life and Times di Dorothy Parker (1971))

Nel 1926 MacArthur, assieme a Edward Sheldon, scrisse la commedia Lulu Belle, con la quale debuttò nel teatro, adattata in seguito per il cinema nel 1948 per la regia di Leslie Fenton. Il dramma fu molto controverso in quanto presentava la figura di una prostituta di colore interpretata da Lenore Ulric, che incantò uomini potenti a New Orleans. Il critico teatrale, Robert Rusie, ha sottolineato:
(Robert Rusie)
L'opera seguente fu la commedia, The Front Page (Prima pagina), incentrata sui retroscena giornalistici riguardanti il caso giudiziario di Earl Williams, un uomo bianco e sospetto membro del Partito Comunista degli Stati Uniti d'America, che era stato condannato per l'omicidio di un poliziotto nero. La commedia, rappresentata il 14 agosto 1928 al Times Square Theatre, ottenne un grande successo, eseguendo 278 spettacoli prima della chiusura nell'aprile 1929.
Il grande successo teatrale di The Front Page, convinse MacArthur a dirigersi verso Hollywood e la sceneggiatura cinematografica, realizzata assieme a Ben Hecht, dove, nell'arco della sua carriera, ottenne numerose candidature all'Oscar come migliore sceneggiatura, come quella del 1940 per l'adattamento di La voce nella tempesta (Cime tempestose) di Emily Brontë (1939), oltre che trionfare all'Oscar, insieme a Hecht, nel 1936 con The Scoundrel (1935), evidenziando le proprie qualità di scrittore brillante.
Nel 1934 fondò insieme a Hecht una compagnia di produzione, la Hecht-MacArthur Productions (finanziata dalla Paramount Pictures), con la quale produsse Delitto senza passione (1934), il notevole The Scoundrel, Once in a blue Moon (1936) e Soak the Rich (1936), tutti film diretti da MacArthur e da Hecht e basati su loro soggetti originali.
Durante la seconda guerra mondiale MacArthur sospese la sua carriera di scrittore per partecipare al conflitto, terminando il suo servizio con i gradi di tenente colonnello.
Nel secondo dopoguerra si dedicò anche alla direzione della rivista Fondation Theatre World. ritornò a Hollywood dove si distinse per una commedia ambientata nel mondo della politica, The Senator Was Indiscreet (1947), diretta da George S. Kaufman.
Le sue sceneggiature si rivelarono intrise di situazioni e personaggi descritti con ironia e umorismo, ed evidenziarono un'inclinazione al sentimentalismo e una empatia verso l'umana follia.
MacArthur si innamorò dell'attrice Helen Hayes, la sposò nel 1928 e si stabilì a Nyack. Il loro figlio adottivo, James MacArthur, divenne un attore di successo. Nel 1949, la figlia diciannovenne Mary MacArthur morì di poliomielite.

## Opere principali

### Teatro
- Lulu Belle (con Edward Sheldon, 1926);
- The Front Page (con Ben Hecht, 1928);
- Twentieth Century (con Ben Hecht, 1934);
- Spring Tonic, (1935);
- Jumbo (con Ben Hecht), adattato nel musical Jumbo (1935);
- Ladies and Gentlemen (con Ben Hecht, 1939);
- Swan Song (con Ben Hecht, 1946).

### Sceneggiature
- Debito d'odio (Paid) (1930);
- Way for a Sailor (1930);
- Il re del jazz (King of Jazz) (1930);
- Billy the Kid (1930);
- Come rubai mia moglie (The Girl Said No) (1930);
- The Unholy Garden (1931);
- Quick Millions (1931);
- I demoni dell'aria (Hell Divers) (1931);
- New Adventures of Get Rich Quick Wallingford (film 1931) (1931);
- The Front Page (1931);
- Il fallo di Madelon Claudet (The Sin of Madelon Claudet) (1931);
- Freaks (1932);
- Rasputin e l'imperatrice (Rasputin and the Empress) (1932);
- Topaze (1933);
- Delitto senza passione (Crime Without Passion) (1934);
- The Scoundrel (1935);
- La costa dei barbari (Barbary Coast) (1935);
- Once in a Blue Moon (1935);
- Soak the Rich (1936);
- King of Gamblers (1937);
- Gli angeli con la faccia sporca (Angels with Dirty Faces) (1938);
- La voce nella tempesta (Wuthering Heights) (1939);
- Gunga Din (1939);
- Lulù Belle (1948);
- Intermezzo matrimoniale (Perfect Strangers) (1950).